# Acroloxus coloradensis
Acroloxus coloradensis é uma espécie de gastrópode  da família Acroloxidae.
É endémica dos Estados Unidos da América.